# Modulaire origami

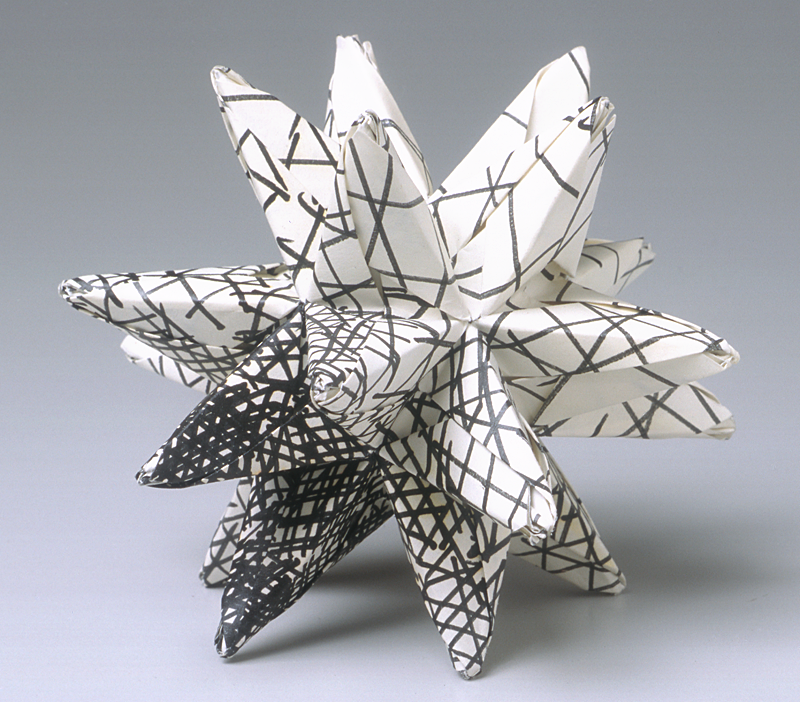
Een grote sterdodecaëder gemaakt van papier bedrukt met een motief

Modulaire origami of unit origami (Japans:ユニット折り紙, Yunitto origami)  is een origamitechniek waarbij twee of meer vellen papier worden gebruikt om zo een grotere en complexere constructie te kunnen maken dan wanneer maar een vel papier gebruikt wordt. Elk individueel vel papier wordt tot identieke modules of units gevouwen, die later samen in elkaar worden gevouwen tot een twee- of driedimensionale structuur. Hierbij worden de in het vouwproces gemaakte flappen van een module in de gleuf van een andere module geschoven. Dit zorgt ervoor dat het model stevigheid krijgt.

## Kenmerken

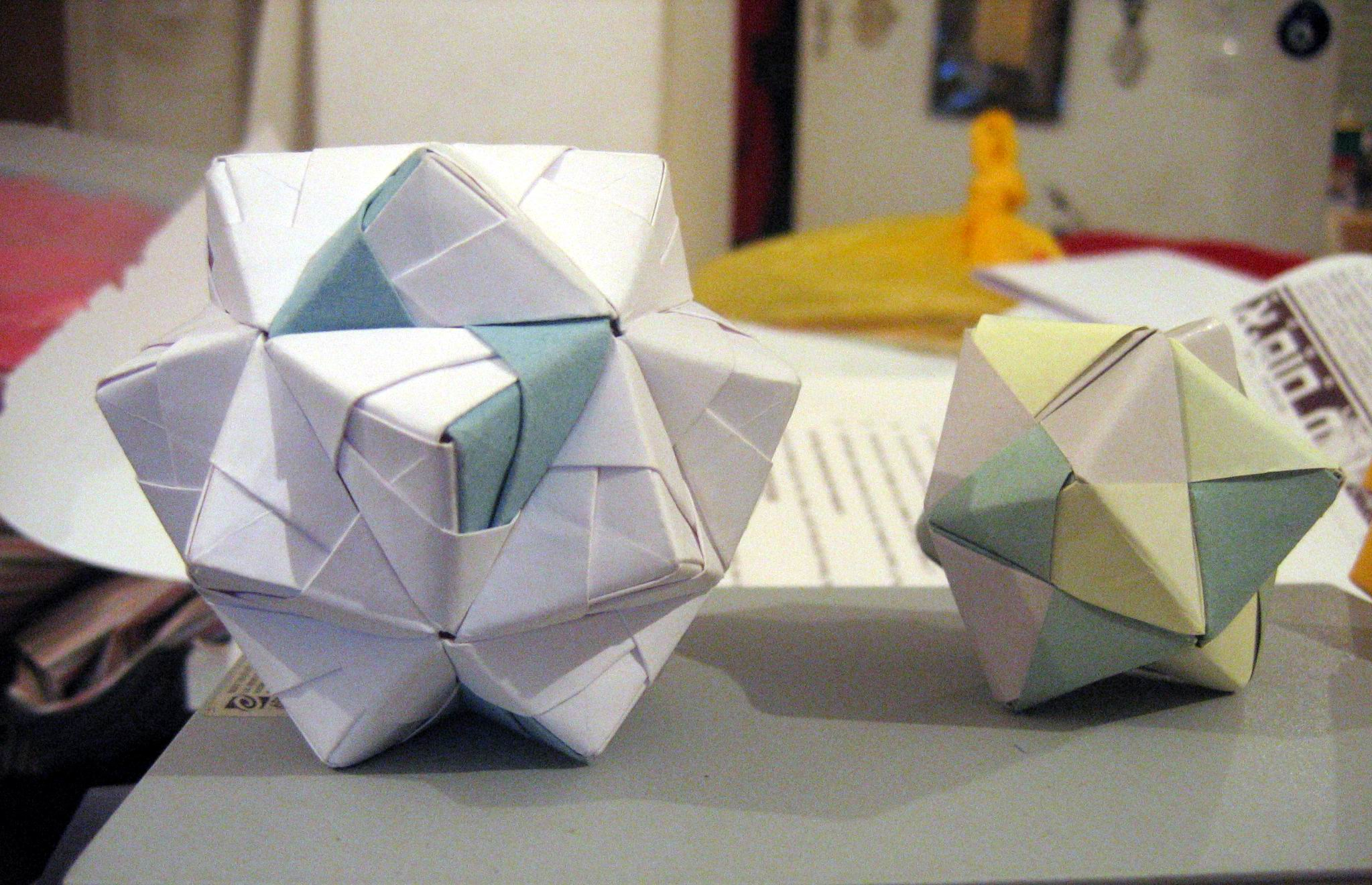
Voorbeelden van modulaire origami opgebouwd uit Sonobe-eenheden

Modulaire origami kan gezien worden als een deelverzameling van origami. De regel dat een ontwerp maar uit een enkel vel papier gemaakt is geldt hierbij niet. Alle andere regels van origami gelden bij modulaire origami echter wel. Het gebruik van lijm, draad of een ander bevestigingsmiddel dat geen deel uitmaakt van het vel papier is in het algemeen niet aanvaardbaar.
De extra beperking die modulaire origami onderscheidt van andere vormen van meerdelige origami is, dat bij deze vorm vele identieke kopieën van een gevouwen module gekoppeld worden in een symmetrisch model. Er is een algemene misvatting dat alle meerdelige origami wordt beschouwd als modulaire origami, maar dit is niet het geval.
Het gebruik van verschillende typen modules is in sommige gevallen echter wel toegestaan. Doorgaans worden deze afwijkende modules gebruikt om delen van de constructie te koppelen. Deze modules zijn dan echter uit het zicht verborgen. Ieder ander gebruik van meerdere verschillende modules wordt over het algemeen afgekeurd.

## Geschiedenis

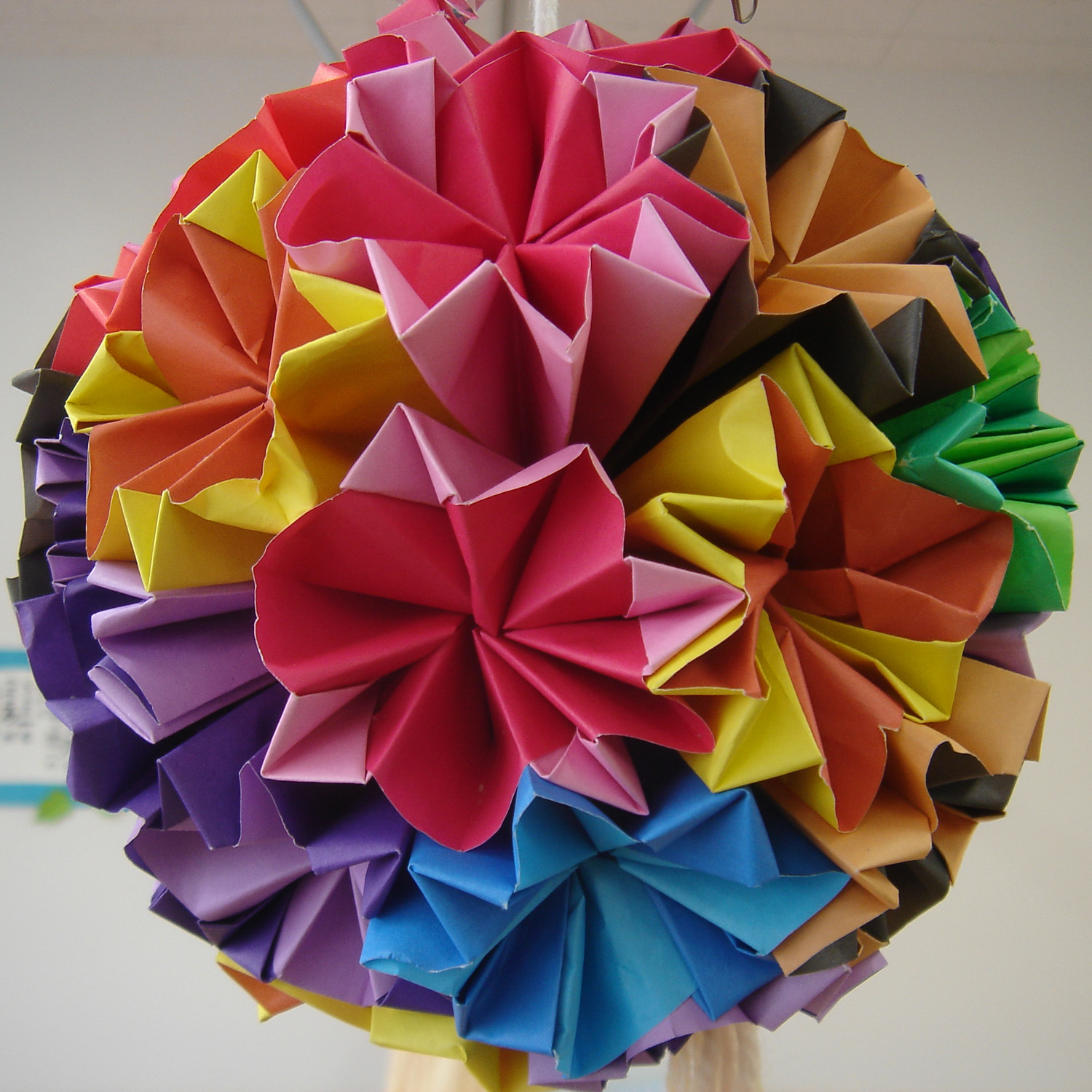
Een kusudama, de traditionele Japanse voorloper van modulaire origami

Het eerste historische bewijs van een modulair origami-ontwerp komt uit het Japanse boek Ranma Zushiki van Hayato Ohoka, gepubliceerd in 1734. Het bevat een print die een groep traditionele origamimodellen vertoont, waarvan één modulaire kubus. De kubus wordt tweemaal afgebeeld (vanuit een iets andere hoek) en staat beschreven als een tamatebako, of een 'magische schatkist'.
Isao Honda's World of Origami, gepubliceerd in 1965, lijkt hetzelfde model te bevatten, waar het de 'Cubical Box' wordt genoemd. De zes benodigde modules voor dit ontwerp werden ontwikkeld uit de traditioneel Japanse papiervouwkunst algemeen bekend als de Menko. Elke module vormt een zijde van de voltooide kubus.
Er zijn verschillende andere traditionele Japanse modulaire origami-ontwerpen, met inbegrip van ballen van gevouwen papieren bloemen die bekendstaan als kusudama, of medicijnballen. Deze ontwerpen zijn niet geïntegreerd en zijn vaak aaneengeregen met draad. De term kusudama wordt vaak tamelijk onnauwkeurig gebruikt om driedimensionale structuren van modulaire origami in de vorm van een bal te beschrijven.
Er zijn ook een paar modulaire ontwerpen in de traditionele Chinese papiervouwkunst, met name de Pagode en de Lotus gemaakt van dodengeld.
De meeste traditionele ontwerpen bestaan echter uit één stuk en de mogelijkheden van modulaire origami werden niet verder onderzocht tot aan de jaren 1960, toen de techniek opnieuw werd uitgevonden door Robert Neale in de Verenigde Staten en later door Mitsonobu Sonobe in Japan. Sindsdien is de modulaire origamitechniek zeer populair en uitgebreid, en zijn er nu duizenden ontwerpen.

## Types
Modulaire origamiconstructies kunnen vlak of driedimensionaal zijn. Vlakke vormen zijn meestal polygonen, sterren of ringen. Driedimensionale vormen zijn vaak regelmatige veelvlakken.
Er is een aantal fractale voorbeelden van modulaire origami, zoals de Spons van Menger. Macro-modulaire origami is een vorm van modulaire origami waarin afgewerkte constructies worden gebruikt als de bouwstenen om grotere geïntegreerde structuren te creëren. Dergelijke structuren worden beschreven in het boek Unit Origami: Multidimensional Transformations van Tomoko Fuse